# Shively
Shively è una città degli Stati Uniti d'America, nella contea di Jefferson, nello Stato del Kentucky.